# Ophthalmis florisiana
Ophthalmis florisiana là một loài bướm đêm trong họ Noctuidae.